# コンラート (ロートリンゲン公)
ロートリンゲン大公コンラート（Konrad der Rote, 922年頃 - 955年8月10日）は、ロートリンゲン大公（在位：944年 - 953年）、ヴォルムスガウ伯（在位：941年 - 955年）。父はザーリアー家のヴォルムスガウ伯ヴェルナー5世、母はドイツ王コンラート1世の娘であるヒキナ。
ザーリアー朝の始祖コンラート2世は曾孫に当たる。赤公あるいは赤毛公（der Rote）とも呼ばれる。

## 生涯
941年、父の跡を継ぎヴォルムスガウ伯となり、神聖ローマ皇帝オットー1世に忠実に仕えた。944年にオットー1世はコンラートをロートリンゲン大公に任じ、947年にはコンラートを自身の娘リウトガルトと結婚させ連携を強めた。しかし、951年にオットー1世がイタリア遠征を行った後、コンラートはイタリア王ベレンガーリオ2世をオットー1世にとりなした結果、ベレンガーリオ父子はイタリア王位を追認され、コンラートはベレンガーリオとの交渉を仕切ったが、オットー1世の弟のバイエルン大公ハインリヒ1世の横槍が入り、コンラートは面目をつぶされた格好となった。
コンラートの妻の同母兄にあたるシュヴァーベン大公リウドルフは、父オットー1世の再婚やベレンガーリオ2世への処遇に対してオットー1世に不満を抱いていたが、コンラートは義兄に同調し、953年にリウドルフと共にオットー1世に叛旗を翻した。結果、コンラートはロートリンゲン大公位を剥奪され、大公位はオットー1世とハインリヒ1世の弟でケルン大司教のブルーノに与えられた。その後、954年6月の帝国会議においてコンラートはオットー1世と和解した。
955年、ハンガリー人のバイエルンへの侵攻に対し、コンラートは第四軍のフランケン軍団を指揮して戦った。同年8月10日、レヒフェルトの戦いにおいてコンラートは善戦したものの自身は戦死した。オットー1世はその死を悼み、遺体をヴォルムスに運ばせ、丁重に葬った。

## 子女
947年、神聖ローマ皇帝オットー1世の娘リウトガルトと結婚した。
- オットー1世（948年頃 - 1004年） - ケルンテン大公（在位：978年 - 985年、995年 - 1004年）

## 引用
1. ↑  コルヴァイのヴィドゥキント、p. 154
2. ↑  瀬原、p.86